# Fédération de république démocratique du Congo de basket-ball
La Fédération de république démocratique du Congo de basket-ball est une association, chargée d'organiser, de diriger et de développer le basket-ball en république démocratique du Congo.

## Mission
La Fédération représente le basket-ball auprès des pouvoirs publics ainsi qu'auprès des organismes sportifs nationaux et internationaux et, à ce titre, la république démocratique du Congo dans les compétitions internationales. Elle défend également les intérêts moraux et matériels du basket-ball congolais. Elle est affiliée à la FIBA depuis 1963, ainsi qu'à la FIBA Afrique.
La Fédération organise également la Coupe du Congo.

## Dirigeants
Elle était depuis 2004 dirigée par Boniface Mwawatadi, d'abord intérimaire après la suspension de monsieur Juvenal Lufuma, puis se fait officiellement élu lors des élections de 2005, il y reste après plusieurs élections jusqu'à son décès en 2022 durant son 4ème mandant, où il se fait naturellement remplacer par intérim par son vice Paulin Kabongo. Maitre Paulin Kabongo Biaya a été élu depuis le 26 Novembre 2023 à la tête de la Fédération de Basketball du Congo  pour un mandat de quatre ans.
- 2002-2004 : Juvenal Lufuma
- 2005-2022 : Boniface Mwawatadi[3]
- 2022 : Paulin Kabongo[note 1]

### Comité actuel
- Président :  Paulin KABONGO
  - 1er Vice-président : - Théophile Mushayuma Byenda
  - 2ème Vice - Président: Oscar Kikueta Damasala
- Secrétaire général : André Komichelo Mwana Kasongo
- Secrétaire général Adjoint: Tyty Tshibangu Kabunda
- Trésorière : Marie-Pierre Komichelo Kayumba
- Membres: Fabrice Dialunda Makiese et Longanza Kamimbayi